# Kubok Rossii 2022-2023
La Coppa di Russia 2022-2023 (in russo Кубок России?, Kubok Rossii), conosciuta anche come Fonbet Russian Cup per motivi di sponsorizzazione, è la 31ª edizione della coppa nazionale del calcio russo, iniziata il 16 agosto 2022 e terminata l'11 giugno 2023 con la finale. Lo Spartak Mosca era la squadra campione in carica. Vincitore dell'edizione è il CSKA Mosca, conquistando il trofeo per la settima volta nella sua storia.
Normalmente la squadra vincitrice avrebbe dovuto ottenere la qualificazione automatica per la UEFA Europa League 2023-2024, ma i club russi sono stati sospesi a tempo indefinito da ogni competizione UEFA e FIFA a causa del Conflitto russo-ucraino.

## Formula
Al torneo partecipano 103 squadre provenienti dai primi quattro livelli del campionato russo di calcio:
- 16 squadre appartenenti alla Prem'er-Liga;
- 17 squadre appartenenti alla PFN Ligi;
- 59 squadre appartenenti alla PPF Ligi;
- 11 squadre appartenenti ai campionati amatoriali come segue:
  - 5 squadre dalla quinta divisione;
  - 4 squadre dalla sesta divisione;
  - 2 squadre dalla settima divisione.

Non partecipano al torneo le squadre riserve.
Le squadre di Prem'er-Liga seguono un tabellone diverso rispetto alle altre partecipanti: mentre le serie inferiori giocano turni ad eliminazione diretta, per le squadre della massima serie è prevista una fase a gironi di andata e ritorno, con 4 gruppi da 4 squadre ciascuno.

## Calendario
La competizione ha seguito il calendario come segue:
| Fase                                  | Turno            | Turno         | Turno         | Date                         |
| ------------------------------------- | ---------------- | ------------- | ------------- | ---------------------------- |
| Turni preliminari(percorso regionale) | Primo Turno      | Primo Turno   | Primo Turno   | 16-18 agosto 2022            |
| Turni preliminari(percorso regionale) | Secondo turno    | Secondo turno | Secondo turno | 30 agosto - 1 settembre 2022 |
| Turni preliminari(percorso regionale) | Terzo turno      | Terzo turno   | Terzo turno   | 13-15 settembre 2022         |
| Turni preliminari(percorso regionale) | Quarto turno     | Quarto turno  | Quarto turno  | 4-5 ottobre 2022             |
| Turni preliminari(percorso regionale) | Quinto turno     | Quinto turno  | Quinto turno  | 1-2 novembre 2022            |
| Turni preliminari(percorso regionale) | Sesto turno      | Sesto turno   | Sesto turno   | 15-16 novembre 2022          |
| Fase a gironi(percorso Prem'er-Liga)  | 1ª giornata      | 1ª giornata   | 1ª giornata   | 30-31 agosto 2022            |
| Fase a gironi(percorso Prem'er-Liga)  | 2ª giornata      | 2ª giornata   | 2ª giornata   | 13-15 settembre 2022         |
| Fase a gironi(percorso Prem'er-Liga)  | 3ª giornata      | 3ª giornata   | 3ª giornata   | 28-30 settembre 2022         |
| Fase a gironi(percorso Prem'er-Liga)  | 4ª giornata      | 4ª giornata   | 4ª giornata   | 18-20 ottobre 2022           |
| Fase a gironi(percorso Prem'er-Liga)  | 5ª giornata      | 5ª giornata   | 5ª giornata   | 16, 22-23 novembre 2022      |
| Fase a gironi(percorso Prem'er-Liga)  | 6ª giornata      | 6ª giornata   | 6ª giornata   | 26-27 novembre 2022          |
| Eliminazione diretta                  | Quarti di finale | Prem'er-Liga  | Andata        | 22-23 febbraio 2023          |
| Eliminazione diretta                  | Quarti di finale | Prem'er-Liga  | Ritorno       | 27 febbraio - 1 marzo 2023   |
| Eliminazione diretta                  | Quarti di finale | Regionale     | Andata        | 25-27 febbraio 2023          |
| Eliminazione diretta                  | Quarti di finale | Regionale     | Ritorno       | 14-16 marzo 2023             |
| Eliminazione diretta                  | Semifinale       | Prem'er-Liga  | Andata        | 14-15 marzo 2023             |
| Eliminazione diretta                  | Semifinale       | Prem'er-Liga  | Ritorno       | 4-5 aprile 2023              |
| Eliminazione diretta                  | Semifinale       | Regionale     | Andata        | 4, 6 aprile 2023             |
| Eliminazione diretta                  | Semifinale       | Regionale     | Ritorno       | 19 aprile 2023               |
| Eliminazione diretta                  | Finali           | Prem'er-Liga  | Andata        | 19 aprile 2023               |
| Eliminazione diretta                  | Finali           | Prem'er-Liga  | Ritorno       | 3 maggio 2023                |
| Eliminazione diretta                  | Finali           | Regionale     | Andata        | 3 maggio 2023                |
| Eliminazione diretta                  | Finali           | Regionale     | Ritorno       | 17 maggio 2023               |
| Eliminazione diretta                  | Finale           | Finale        | Finale        | 11 giugno 2023               |

## Percorso regionale

### Primo turno
Il sorteggio per i turni 1, 2 e 3 si è svolto l'11 agosto 2022 alle 18:00.
A questa fase partecipano:
- 10 squadre dei campionati amatoriali;
- 14 squadre più basse nella classifica della terzo livello russo.

| Squadra 1                | Risultato       | Squadra 2              |
| ------------------------ | --------------- | ---------------------- |
| 16 agosto 2022           |                 |                        |
| Amkal Mosca              | 1 – 1 (8-7 dtr) | Zorkij Krasnogorsk     |
| 17 agosto 2022           |                 |                        |
| Temp Barnaul             | 2 – 1           | Dinamo Barnaul         |
| Kolomna                  | 1 – 0           | Saturn                 |
| Essentuki                | 0 – 3           | Stavropol Nevinnomyssk |
| Dinamo Stavropol'        | 3 – 0           | Torpedo Armavir        |
| 2Drots Mosca             | 3 – 0           | Čertanovo              |
| Elektron Veliky Novgorod | 2 – 0           | Karelija Petrozavodsk  |
| Nefis Kazan'             | 0 – 1           | Khimik-Avgust Vurnary  |
| Sachalinec Mosca         | 1 – 0           | Balašicha              |
| 18 agosto 2022           |                 |                        |
| Okean                    | 0 – 2           | Dinamo Vladivostok     |
| FŠM Mosca                | 2 – 3           | Chimik Dzeržinsk       |
| Peresvet Domodedovo      | 1 – 1 (3-4 dtr) | Kosmos Dolgoprudnyj    |

### Secondo turno
Il sorteggio per il secondo turno, che definisce la squadra di casa e quella in trasferta, si è svolto il 19 agosto 2022. La data delle partite è stata determinata il 24 agosto 2022.
A questa fase partecipano:
- Le 12 vincitrici della prima fase;
- 1 squadra dai campionati amatoriali;
- Le 43 squadre rimanenti del terzo livello russo (eccetto il Rotor Volgograd e il Metallurg Lipetsk).

| Squadra 1                                  | Risultato       | Squadra 2                |
| ------------------------------------------ | --------------- | ------------------------ |
| 30 agosto 2022                             |                 |                          |
| Tekstilščik Ivanovo                        | 1 – 1 (5-3 dtr) | 2Drots Mosca             |
| Spartak Nal'čik                            | 1 – 0           | Mašuk-KMV Pjatigorsk     |
| 31 agosto 2022                             |                 |                          |
| Tver'                                      | 0 – 1           | Amkal Mosca              |
| Strogino Mosca                             | 3 – 2           | Kaluga                   |
| Dinamo Vladivostok                         | 1 – 1 (5-3 dtr) | Sibir'                   |
| Zvezda San Pietroburgo                     | 2 – 1           | Yadro San Pietroburgo    |
| Leningradec                                | 3 – 0           | Elektron Veliky Novgorod |
| Žasmin Michajlovsk                         | 0 – 4           | Čeljabinsk               |
| Khimik-Avgust Vurnary                      | 2 – 0           | Torpedo Miass            |
| Biolog-Novokubansk                         | 2 – 3           | Dinamo Stavropol'        |
| Zenit Penza                                | 2 – 2 (3-2 dtr) | Sokol Saratov            |
| Irtyš Omsk                                 | 4 – 0           | Temp Barnaul             |
| Amkar Perm'                                | 0 – 1           | Zenit Iževsk             |
| Stavropol Nevinnomyssk                     | 4 – 3           | Legion Dinamo            |
| Forte Taganrog                             | 1 – 2           | SKA Rostov               |
| Chimik Dzeržinsk                           | 1 – 2           | Murom                    |
| Template:Calcio Kosmos Dolgoprudnyj (2022) | 3 – 0           | Sachalin                 |
| Kvant Obninsk                              | 0 – 3           | Dinamo Brjansk           |
| Tjumen'                                    | 3 – 1           | Nosta Novotroick         |
| Luki-Energia                               | 1 – 1 (2-4 dtr) | Dinamo San Pietroburgo   |
| Torpedo Vladimir                           | 2 – 0           | Znamja Truda             |
| Spartak Tambov                             | 3 – 1           | Saljut Belgorod          |
| Černomorec Novorossijsk                    | 2 – 0           | Družba Majkop            |
| Čajka Pesčanopskoe                         | 1 – 1 (1-3 dtr) | Kuban' Cholding          |
| Spartak Kostroma                           | 3 – 1           | Dinamo Vologda           |
| Rjazan'                                    | 4 – 0           | Kolomna                  |
| Avangard Kursk                             | 2 – 0           | Sachalinec Mosca         |
| 1 settembre 2022                           |                 |                          |
| Znamja Noginsk                             | 1 – 2           | Peresvet Domodedovo      |

### Terzo turno
Il sorteggio per il terzo turno che definisce la squadra di casa e quella in trasferta si è svolto il 2 settembre 2022. La data delle partite è stata determinata il 24 agosto 2022.
A questa fase partecipano:
- Le 28 vincitrici della seconda fase;
- Le 2 squadre più alte della classifica del terzo livello russo (Rotor Volgograd e Metallurg Lipetsk).

| Squadra 1                                  | Risultato         | Squadra 2               |
| ------------------------------------------ | ----------------- | ----------------------- |
| 13 settembre 2022                          |                   |                         |
| Template:Calcio Kosmos Dolgoprudnyj (2022) | 2 – 0             | Zenit Penza             |
| 14 settembre 2022                          |                   |                         |
| Dinamo Vladivostok                         | 2 – 1             | Irtyš Omsk              |
| Amkal Mosca                                | 2 – 2 (2-4 dtr)   | Zvezda San Pietroburgo  |
| Čeljabinsk                                 | 0 – 1             | Tjumen'                 |
| Zenit Iževsk                               | 5 – 1             | Khimik-Avgust Vurnary   |
| SKA Rostov                                 | 0 – 3             | Kuban' Cholding         |
| Peresvet Domodedovo                        | 2 – 1             | Rjazan'                 |
| Dinamo Stavropol'                          | 1 – 2             | Černomorec Novorossijsk |
| Metallurg Lipeck                           | 1 – 2             | Rotor                   |
| Murom                                      | 0 – 0 (1-3 dtr)   | Torpedo Vladimir        |
| Dinamo Brjansk                             | 3 – 1             | Strogino Mosca          |
| Spartak Kostroma                           | 1 – 4             | Tekstilščik Ivanovo     |
| Avangard Kursk                             | 3 – 2             | Spartak Tambov          |
| Dinamo San Pietroburgo                     | 0 – 0 (5-4 dtr)   | Leningradec             |
| 15 settembre 2022                          |                   |                         |
| Spartak Nal'čik                            | 1 – 1 (10-11 dtr) | Stavropol Nevinnomyssk  |

### Quarto turno
Il sorteggio si è svolto il 18 settembre 2022 alle 13:00 MSK in diretta sul canale televisivo «Match! Primo ministro». La data delle partite è stata determinata il 27 settembre 2022.
A questa fase partecipano:
- Le 15 vincitrici della terza fase;
- 17 squadre dalla Pervaja Liga.

Il 16 settembre è stata resa pubblica la procedura del sorteggio, che consisteva in 2 fasi. Nella prima fase 1 il sorteggio casuale con la squadra della Prima Lega dall'urna 2 è stato spostato nell'urna 1, poi nella seconda fase è iniziata la consueta procedura di sorteggio. Le squadre della prima fascia hanno giocato le partite del quarto turno in casa.
| Urna 1 | Urna 2 |
| --- | --- |
| - Avanguard Kursk - Černomorec Novorossijsk - Dinamo Brjansk - Dinamo S. Pietroburgo - Dinamo Vladivostok - Kosmos Dolgoprudnyj - Kuban' Cholding - Peresvet Domodedovo - Rotor - Stavropol Nevinnomyssk - Tekstilščik Ivanovo - Torpedo Vladimir - Tjumen' - Zenit Iževsk - Zvezda S.Pietroburgo - Volga Ul'janovsk | - Akron Tol'jatti - Alanija Vladikavkaz - Arsenal Tula - Baltika - Dinamo Machačkala - KAMAZ - Kuban' - Neftechimik - Rodina Mosca - Rubin Kazan' - Shinnik Jaroslavl' - SKA-Chabarovsk - Ufa - Veles Mosca - Volga Ul'janovsk → Urna 1 - Volgar' Astrachan' - Enisej Krasnojarsk |

| Squadra 1                                  | Risultato       | Squadra 2           |
| ------------------------------------------ | --------------- | ------------------- |
| 4 ottobre 2022                             |                 |                     |
| Stavropol Nevinnomyssk                     | 0 – 3           | Neftechimik         |
| 5 ottobre 2022                             |                 |                     |
| Dinamo Vladivostok                         | 1 – 0           | SKA-Chabarovsk      |
| Zenit Iževsk                               | 0 – 1           | KAMAZ               |
| Template:Calcio Kosmos Dolgoprudnyj (2022) | 1 – 1 (4-5 dtr) | Rodina Mosca        |
| Kuban' Cholding                            | 0 – 1           | Ufa                 |
| Volga Ul'janovsk                           | 2 – 1           | Rubin               |
| Tjumen'                                    | 0 – 3           | Volgar' Astrachan'  |
| Torpedo Vladimir                           | 0 – 1           | Akron Togliatti     |
| Dinamo Brjansk                             | 0 – 0 (5-4 dtr) | Arsenal Tula        |
| Peresvet Domodedovo                        | 0 – 0 (5-4 dtr) | Baltika             |
| Avangard Kursk                             | 0 – 2           | Dinamo Machačkala   |
| Černomorec Novorossijsk                    | 0 – 1           | Enisej              |
| Tekstilščik Ivanovo                        | 0 – 0 (2-4 dtr) | Kuban'              |
| Rotor                                      | 1 – 1 (4-5 dtr) | Šinnik              |
| Dinamo San Pietroburgo                     | 2 – 3           | Alanija Vladikavkaz |
| Zvezda San Pietroburgo                     | 2 – 0           | Veles Mosca         |

### Quinto turno
Il sorteggio si è svolto il 7 ottobre 2022 alle 20:00 MSK in diretta sul canale televisivo «Match! Primo ministro». La data delle partite è stata determinata il 24 ottobre 2022.
| Squadra 1           | Risultato       | Squadra 2              |
| ------------------- | --------------- | ---------------------- |
| 1 novembre 2022     |                 |                        |
| KAMAZ               | 2 – 0           | Enisej                 |
| 2 novembre 2022     |                 |                        |
| Ufa                 | 1 – 0           | Dinamo Brjansk         |
| Rodina Mosca        | 3 – 4           | Zvezda San Pietroburgo |
| Akron Togliatti     | 5 – 0           | Peresvet Domodedovo    |
| Alanija Vladikavkaz | 3 – 0           | Volgar' Astrachan'     |
| Neftechimik         | 1 – 2           | Volga Ul'janovsk       |
| Dinamo Machačkala   | 0 – 0 (5-3 dtr) | Dinamo Vladivostok     |
| Šinnik              | 0 – 0 (4-5 dtr) | Kuban'                 |

### Sesto turno
Il sorteggio si è svolto il 2 novembre 2022 alle 21:00 MSK in diretta sul canale televisivo «Match! Primo ministro». La data delle partite è stata determinata l'8 novembre 2022.
| Squadra 1        | Risultato       | Squadra 2              |
| ---------------- | --------------- | ---------------------- |
| 15 novembre 2022 |                 |                        |
| Ufa              | 2 – 2 (4-3 dtr) | Dinamo Machačkala      |
| 16 novembre 2022 |                 |                        |
| KAMAZ            | 1 – 2           | Zvezda San Pietroburgo |
| Akron Togliatti  | 1 – 0           | Alanija Vladikavkaz    |
| Kuban'           | 1 – 2           | Volga Ul'janovsk       |

## Percorso Prem'er-Liga

### Fase a gironi

#### Sorteggio
Il sorteggio della fase a gironi si è svolto il 17 agosto 2022 alle 20:30 MSK (UTC+3) in diretta sul canale televisivo «Match TV».
Le 16 squadre di Prem'er-Liga entrano nella competizione dalla fase a gironi, divise in 4 gruppi da 4 squadre che giocano andata e ritorno.
Il 12 agosto è uscita la composizione delle urne. Si basa sui risultati della Premier League russa 2021–22 e della Lega nazionale di calcio russa 2021–22. Nello stesso girone non possono esserci più di 2 squadre di Mosca e dell'Oblast di Mosca, anche il FC Krasnodar, il FC Rostov e il Fakel Voronezh non possono essere nello stesso girone a causa delle restrizioni logistiche in queste città.
| Fascia 1              | Fascia 2               | Fascia 3             | Fascia 4      |
| --------------------- | ---------------------- | -------------------- | ------------- |
| Zenit San Pietroburgo | CSKA Mosca             | Rostov               | Chimki        |
| Soči                  | Lokomotiv Mosca        | Spartak Mosca        | Torpedo Mosca |
| Dinamo Mosca          | Achmat Groznyj         | Pari Nižnij Novgorod | Fakel Voronež |
| Krasnodar             | Kryl'ja Sovetov Samara | Ural                 | Orenburg      |

#### Girone A
| Squadra              | Pt | G | V | VR | SR | S | RF | RS | DR  |
| -------------------- | -- | - | - | -- | -- | - | -- | -- | --- |
| Krasnodar            | 13 | 6 | 4 | 0  | 1  | 1 | 11 | 4  | +7  |
| Lokomotiv Mosca      | 11 | 6 | 3 | 1  | 0  | 2 | 11 | 6  | +5  |
| Pari Nižnij Novgorod | 10 | 6 | 2 | 2  | 0  | 2 | 6  | 7  | −1  |
| Chimki               | 2  | 6 | 0 | 0  | 2  | 4 | 3  | 14 | −11 |

|                      | Kra | Lok | Par | Chi |
| Krasnodar            |     | 1-0 | 2-0 | 4-1 |
| Lokomotiv Mosca      | 2-2 |     | 3-1 | 1-0 |
| Pari Nižnij Novgorod | 1-0 | 2-0 |     | 1-1 |
| Chimki               | 0-2 | 0-5 | 1-1 |     |

#### Girone B
| Squadra                | Pt | G | V | VR | SR | S | RF | RS | DR  |
| ---------------------- | -- | - | - | -- | -- | - | -- | -- | --- |
| Spartak Mosca          | 13 | 6 | 4 | 0  | 1  | 1 | 10 | 3  | +7  |
| Kryl'ja Sovetov Samara | 12 | 6 | 4 | 0  | 0  | 2 | 7  | 4  | +3  |
| Zenit San Pietroburgo  | 11 | 6 | 3 | 1  | 0  | 2 | 6  | 6  | 0   |
| Fakel Voronež          | 0  | 6 | 0 | 0  | 0  | 6 | 1  | 11 | −10 |

|                        | Spa | Kry | Zen | Fak |
| Spartak Mosca          |     | 1-0 | 3-0 | 3-0 |
| Kryl'ja Sovetov Samara | 2-1 |     | 2-0 | 1-0 |
| Zenit St. Pietroburgo  | 0-0 | 2-1 |     | 2-0 |
| Fakel                  | 1-2 | 0-1 | 0-2 |     |

#### Girone C
| Squadra        | Pt | G | V | VR | SR | S | RF | RS | DR |
| -------------- | -- | - | - | -- | -- | - | -- | -- | -- |
| Dinamo Mosca   | 10 | 6 | 3 | 0  | 1  | 2 | 9  | 8  | +1 |
| Rostov         | 9  | 6 | 3 | 0  | 0  | 3 | 12 | 11 | +1 |
| Achmat Groznyj | 9  | 6 | 3 | 0  | 0  | 3 | 11 | 12 | −1 |
| Orenburg       | 8  | 6 | 2 | 1  | 0  | 3 | 12 | 13 | −1 |

|                | Din | Ros | Ach | Ore |
| Dinamo Mosca   |     | 3-1 | 2-1 | 1-0 |
| Rostov         | 2-0 |     | 3-0 | 3-1 |
| Achmat Groznyj | 2-1 | 3-1 |     | 3-1 |
| Orenburg       | 2-2 | 4-2 | 4-2 |     |

#### Girone D
| Squadra       | Pt | G | V | VR | SR | S | RF | RS | DR |
| ------------- | -- | - | - | -- | -- | - | -- | -- | -- |
| Ural          | 14 | 6 | 4 | 1  | 0  | 1 | 9  | 5  | +4 |
| CSKA Mosca    | 13 | 6 | 4 | 0  | 1  | 1 | 8  | 4  | +4 |
| Torpedo Mosca | 7  | 6 | 2 | 0  | 1  | 3 | 6  | 7  | −1 |
| Soči          | 2  | 6 | 0 | 1  | 0  | 5 | 6  | 13 | −7 |

|               | Ura | CSK | Tor | Soč |
| Ural          |     | 0-0 | 1-0 | 2-0 |
| CSKA Mosca    | 2-1 |     | 0-1 | 2-1 |
| Torpedo Mosca | 1-2 | 0-2 |     | 1-1 |
| Soči          | 2-3 | 1-2 | 1-3 |     |

## Fase ad eliminazione diretta
Nella fase ad eliminazione diretta, come nelle qualificazioni, le squadre saranno divise in 2 percorsi (parentesi).
Le squadre del percorso Prem'er-Liga (girone superiore) si affronteranno su due gare di andata e ritorno. Le squadre che perderanno dopo 2 gare nel percorso Prem'er-Liga avranno una seconda chance nel percorso regioni.
Le squadre del percorso regioni (fascetta inferiore) si affronteranno in 1 partita. Ogni round è composto da 2 fasi. Nella prima fase dei quarti di finale le squadre del percorso di qualificazione regioni affronteranno la terza classificata della fase a gironi del percorso RPL, poi nella seconda fase affronteranno la perdente dei quarti di finale del percorso RPL. Nelle prime fasi di semifinali e finale le squadre giocano con le vincitrici del girone precedente del percorso regioni, la seconda fase è la stessa dei quarti di finale.

### Quarti di finale
Il sorteggio si è svolto il 3 dicembre 2022 alle 16:30 MSK in diretta sul canale televisivo «Match TV».
Nelle partite dei quarti di finale del percorso Prem'er-Liga le squadre dello stesso girone non potranno giocare tra di loro. Le seconde classificate della fase a gironi giocheranno la prima partita in casa. Le vincitrici del sesto turno del percorso regionale giocheranno in casa anche le partite della fase 1 del percorso regionale.
| Urna 1        | Urna 2                 |
| ------------- | ---------------------- |
| Dinamo Mosca  | CSKA Mosca             |
| Krasnodar     | Kryl'ja Sovetov Samara |
| Spartak Mosca | Lokomotiv Mosca        |
| Ural          | Rostov                 |

| Urna 1                 | Urna 2                |
| ---------------------- | --------------------- |
| Akron Togliatti        | Achmat Groznyj        |
| Ufa                    | Pari Nižnij Novgorod  |
| Volga Ul'janovsk       | Torpedo Mosca         |
| Zvezda San Pietroburgo | Zenit San Pietroburgo |

#### Percorso Prem'er-Liga
| Squadra 1              | Totale | Squadra 2     | Andata | Ritorno |
| ---------------------- | ------ | ------------- | ------ | ------- |
| Lokomotiv Mosca        | 2 – 5  | Spartak Mosca | 0 – 1  | 2 – 4   |
| Kryl'ja Sovetov Samara | 3 – 2  | Dinamo Mosca  | 2 – 1  | 1 – 1   |
| Rostov                 | 2 – 3  | Ural          | 1 – 1  | 1 – 2   |
| CSKA Mosca             | 3 – 1  | Krasnodar     | 3 – 0  | 0 – 1   |

#### Percorso regionale

##### Prima fase
| Squadra 1              | Risultato | Squadra 2             |
| ---------------------- | --------- | --------------------- |
| 25 febbraio 2023       |           |                       |
| Volga Ul'janovsk       | 0 – 3     | Zenit San Pietroburgo |
| 26 febbraio 2023       |           |                       |
| Akron Togliatti        | 2 – 0     | Torpedo Mosca         |
| Ufa                    | 1 – 2     | Achmat Groznyj        |
| 27 febbraio 2023       |           |                       |
| Zvezda San Pietroburgo | 0 – 2     | Pari Nižnij Novgorod  |

##### Seconda fase
Il sorteggio si è svolto il 2 marzo 2023 alle 14:25 MSK in diretta sul canale televisivo «Match TV».
| Urna 1                | Urna 2          |
| --------------------- | --------------- |
| Achmat Groznyj        | Dinamo Mosca    |
| Akron Togliatti       | Krasnodar       |
| Pari Nižnij Novgorod  | Lokomotiv Mosca |
| Zenit San Pietroburgo | Rostov          |

| Squadra 1             | Risultato       | Squadra 2       |
| --------------------- | --------------- | --------------- |
| 14 marzo 2023         |                 |                 |
| Akron Togliatti       | 1 – 1 (7-6 dtr) | Lokomotiv Mosca |
| 15 marzo 2023         |                 |                 |
| Achmat Groznyj        | 0 – 3           | Krasnodar       |
| Zenit San Pietroburgo | 1 – 1 (4-5 dtr) | Dinamo Mosca    |
| 16 marzo 2023         |                 |                 |
| Pari Nižnij Novgorod  | 0 – 1           | Rostov          |

### Semifinali

#### Percorso Prem'er-Liga
Il sorteggio si è svolto il 2 marzo 2023 alle 14:25 MSK in diretta sul canale televisivo «Match TV».
| Squadra 1              | Totale | Squadra 2  | Andata | Ritorno |
| ---------------------- | ------ | ---------- | ------ | ------- |
| Kryl'ja Sovetov Samara | 2 – 3  | CSKA Mosca | 2 – 2  | 0 – 1   |
| Spartak Mosca          | 3 – 1  | Ural       | 1 – 1  | 1 – 2   |

#### Percorso regionale
Il sorteggio si è svolto il 17 marzo 2023 alle 13:35 MSK in diretta sul canale televisivo «Match TV».

##### Primo turno
| Squadra 1     | Risultato       | Squadra 2       |
| ------------- | --------------- | --------------- |
| 4 aprile 2023 |                 |                 |
| Dinamo Mosca  | 0 – 0 (1-4 dtr) | Akron Togliatti |
| 6 aprile 2023 |                 |                 |
| Krasnodar     | 1 – 1 (5-3 dtr) | Rostov          |

##### Secondo turno
Il sorteggio si è svolto il 6 aprile 2023 alle 22:40 MSK in diretta sul canale televisivo «Match! Premier".
| Urna 1          | Urna 2                 |
| --------------- | ---------------------- |
| Akron Togliatti | Kryl'ja Sovetov Samara |
| Krasnodar       | Spartak Mosca          |

| Squadra 1       | Risultato       | Squadra 2              |
| --------------- | --------------- | ---------------------- |
| 19 aprile 2023  |                 |                        |
| Akron Togliatti | 2 – 1           | Spartak Mosca          |
| Krasnodar       | 2 – 2 (3-0 dtr) | Kryl'ja Sovetov Samara |

### Finali di percorso

#### Percorso Prem'er-Liga
Il sorteggio si è svolto il 6 aprile 2023 alle 22:40 MSK in diretta sul canale televisivo «Match! Premier".
| Squadra 1      | Risultato   | Squadra 2  |
| -------------- | ----------- | ---------- |
| 19 aprile 2023 |             |            |
| CSKA Mosca     | 1 – 1       | Ural       |
| 3 maggio 2023  |             |            |
| Ural           | 1 – 2 (2-3) | CSKA Mosca |

#### Percorso regionale
Il sorteggio per determinare la squadra di casa si è svolto il 19 aprile 2023 alle 21:00 MSK in diretta sul canale televisivo «Match! Premier".

##### Primo turno
| Squadra 1      | Risultato       | Squadra 2       |
| -------------- | --------------- | --------------- |
| 19 aprile 2023 |                 |                 |
| Krasnodar      | 0 – 0 (4-2 dtr) | Akron Togliatti |

##### Secondo turno
| Squadra 1      | Risultato | Squadra 2 |
| -------------- | --------- | --------- |
| 19 aprile 2023 |           |           |
| Krasnodar      | 2 – 1     | Ural      |

## Finale
| Arbitro: | Vladislav Bezborodov |

|                                                         |                      |                                                        |
| Córdoba 50’                                             | Marcatori            | 32’ (rig.) Čalov                                       |
| Spercjan Achmetov Córdoba Bachi Alonso Ramírez Olusegun | Tiri di rigore 5 – 6 | Čalov Diveev Barbosa Gajić Medina Carrascal Zabolotnyj |